# Jan Tzetzes
Jan Tzetzes (Joannes Tzetzes, gr. Ιωάννης Τζέτζης, Iōánnes Tzétzēs, ur. po 1110, zm. po 1180 lub 1185) – bizantyński poeta i polihistor: filolog, gramatyk, mitograf i filozof.
Był przede wszystkim autorem historycznych utworów poetyckich, a także traktatu o metryce poetyckiej i zbioru anegdot politycznych. Najważniejszym jego dziełem zachowanym do dzisiaj są Listy, dotyczące realiów historycznych oraz pisany 15-zgłoskowcem jambicznym komentarz do tych listów – Księgi historii, zwane Chiliady (od greckiego chilioj = tysiące, gdyż ich wydawca pozdzielił je na 13 grup po 1000 wierszy). Dotyczą one spraw mitologicznych, historycznych i historyczno-literackich. Mimo że teksty Tzetzesa nie są wolne od błędów, to stanowią cenne źródło wiadomości.

## Życie
Jan Tzetzes urodził się w Konstantynopolu ok. 1110 roku. Sprawował urząd sekretarza cesarskiego. Tak jak Teodor Prodrom skarżył się, na brak pieniędzy i wynosił swoje zasługi, zabiegając o protekcję cesarza Manuela Komnena i możnych członków rodu panującego. Świetnie znał literaturę grecką. Twierdził, że ze względu na „ogromny brak pieniędzy” nie stać go na zakup książek i dlatego „ma w głowie całą bibliotekę”, aby móc cytować poetów i pisarzy wprost z pamięci. Zmarł w 1186 roku.

## Uczony i poeta
Jan Tzetzes napisał, w latach 1138—1165, 107 listów, które następnie sam skomentował w filologiczno-historycznym poemacie dydaktycznym Księga historii (Bíblos historion). Poemat liczy sobie 12 674 wersy, ujęte w rękopisie w 600 rozdziałów (historíaj). Pierwszy wydawca, N. Gerbel (1546 r.), podzielił cały poświęcony tematyce mitologicznej, historycznej i literackiej tekst na 13 jednostek tematycznych, liczących po 1000 wersów każda i nadał mu nazwę Tysiączki (Chiliádes). Tzetzes opracował do Księgi historii komentarz w postaci Scholiów, które napisał częściowo prozą, częściowo wierszem politycznym. Poprawił w nich dostrzeżone przez siebie błędy ortograficzne, wersyfikacyjne oraz uzupełnił całość źródłami literackimi. Niezależnie od dokonanych poprawek zarówno w Tysiączkach jak i w Scholiach roi się od błędów. Tzetzes cytował bowiem przytaczanych autorów rzeczywiście z pamięci, której niezawodność jednak przeceniał. Jego prace, ze względu na to, że przytaczają zaginione i nieznane współcześnie dzieła literackie, posiadają wszakże niemałą wartość historycznoliteracką.
Tzetzes napisał również utwór dydaktyczny Alegorie do „Iliady” i „Odysei” (Hypóthesis tu Homéru allegorethéjsa... ). Zadedykował je cesarzowej Irenie, żonie Manuela Komnena. Liczą one około 10 000 wersów, interpretujących alegorycznie oba poematy. Wojnie trojańskiej poświęcił Tzetzes ponadto, napisany heksametrem daktylicznym, utwór poetycki zatytułowany Wydarzenia przedhomerowe, homerowe i pohomerowe (Ta pro Homéru, ta Homéru, ta meth'Homéru), lepiej znane i zawsze cytowane pod łacińskimi tytułami Antehomerica, Homerica, Posthomerica bądź Carmina Iliaca. Zawarł w nim dzieje wojny trojańskiej z jej „prehistorią” i wypadkami późniejszymi. Napisał też wierszem politycznym, odnoszący się do Homera i Hezjoda mały poemat interpretacyjny zatytułowany Teogonia (Theogonía).
Oprócz tego jest autorem Komentarza (Scholia) do Prac i dni oraz Tarczy Heraklesa Hezjoda; Komentarza do Plutosa, Chmur i Żab Arystofanesa; Komentarza do poematu Aleksandra Likofrona (III w. p.n.e.) o przepowiedniach Aleksandry-Kassandry co do późniejszych losów Troi i bohaterów trojańskich; Komentarza do Wstępu Porfiriusza do Kategorii Arystotelesa (Ejsagogé ejs tus Aristotélus kategorías) i innych.
Zagadnieniom poetyki poświęcił Tzetzes utwór dydaktyczny ujęty w metrum politycznym O wersyfikacji (Perí ten en stíchojs métron hapánton), będący przeglądem rozmaitych systemów wersyfikacji greckiej. Charakter dydaktyczny mają też jego Wiersze o różnicach między poetami (Stíchoj perí diaphorás pojeton), Jamby o komedii (Iamboj technikój perí komodías) i wiersz O poezji tragicznej (Perí tragikés pojéseos).
Tzetzes jest też autorem licznych utworów poetyckich o różnorodnej tematyce. Napisał między innymi utwór złożony z 57 wersów jambicznych, będący rodzajem dramatu z udziałem leśnika (agrojkos), mędrca (sophós), chóru (chóros) i muz (músaj). Wieśniak chwali w nim szczęśliwe życie uczonego, podczas gdy ten jest zupełnie odmiennego zdania. Spod pióra Tzetzesa wyszły również Żałobne wiersze klimakotyczne na cesarza Manuela (Stíchoj iambój klimakotój pros ton basiléa kyron Manuél epitaphioj). Istota wiersza klimakotycznego polega na tym, że każdy kolejny wyraz jest dłuższy o jedną sylabę od poprzedniego.